# Cihe (köpinghuvudort i Kina, Hubei Sheng, lat 32,05, long 111,84)
Cihe (kinesiska: 茨河, 茨河镇) är en köpinghuvudort i Kina. Den ligger i provinsen Hubei, i den centrala delen av landet, omkring 280 kilometer nordväst om provinshuvudstaden Wuhan. Antalet invånare är 16 550. Befolkningen består av 8 123 kvinnor och 8 427 män. Barn under 15 år utgör 13,0 %, vuxna 15-64 år 74 %, och äldre över 65 år 12,0 %.
Runt Cihe är det ganska tätbefolkat, med 144 invånare per kvadratkilometer. Närmaste större samhälle är Taipingdian, 10,2 km norr om Cihe. I omgivningarna runt Cihe växer i huvudsak blandskog.
Genomsnittlig årsnederbörd är 1 096 millimeter. Den regnigaste månaden är augusti, med i genomsnitt 205 mm nederbörd, och den torraste är december, med 11 mm nederbörd.